# جون أولاف إغيلاند
جون أولاف إغيلاند (بالنرويجية البوكمول: John Olav Egeland)‏ هو محرر وصحفي نرويجي، ولد في 2 نوفمبر 1951 في أوسلو في النرويج.

## وصلات خارجية
- جون أولاف إغيلاند على موقع IMDb (الإنجليزية)